# 北华州
北华州，中国南北朝时设置的州。
北魏正平元年（451年）在杏城镇设置北华州。太和十五年（491年）改为东秦州，魏孝明帝孝昌二年（526年）以东秦州改名北华州，治所在中部郡杏城镇（今陕西黄陵县西南十里故邑）。领金明、平秦、平高、西北地郡，后领金明、平高、定阳、遍城、上、西北地六郡，七县，14596户。辖境相当今陕西甘泉县以南、宜君县及黄陵县以北洛水中游地区。约为今陕西省延安市、甘肃省庆阳市及宁夏回族自治区南部，包括陕西黄陵县、富县、宜君县、洛川县、甘泉县、黄龙县、宜川县等县。西魏废帝二年（553年）改名敷州，隋朝大业二年（606年）改鄜州。